# Hunting High and Low (Stratovarius)
Hunting High and Low è il decimo singolo realizzato dagli Stratovarius nell'Aprile del 2001. Venne pubblicato con l'etichetta Nuclear Blast. Della canzone è stato realizzato anche un video musicale.

## Tracce
1. Hunting High and Low – 4:08 (Kotipelto, Tolkki)
2. Millennium – 4:09 (Tolkki)
3. Neon Light Child (traccia non presente nell'album) – 5:18
4. Hunting High and Low (Demo Version) – 4:08 (Kotipelto, Tolkki)
5. Millennium (Demo Version) – 4:09

## Componenti
- Timo Kotipelto - Cantante
- Timo Tolkki - Chitarrista
- Jari Kainulainen - Bassista
- Jens Johansson - Tastierista
- Jörg Michael - Batterista